# Rue Adolphe-Thiers (Marseille)
Pour les articles homonymes, voir Rue Thiers et Thiers (homonymie).
La rue Adolphe-Thiers est une voie française située dans le 1er arrondissement de Marseille.

## Situation et accès
Elle démarre square Stalingrad  où convergent la Canebière, l’allée Léon-Gambetta, le cours Franklin-Roosevelt, le cours Joseph-Thierry, la rue de la Grande-Armée et le boulevard de la Libération. Elle gravit la colline Saint-Michel et se termine à l’intersection avec les rues de la Bibliothèque et Curiol, cette dernière la prolonge jusqu’à la place Jean-Jaurès.

## Origine du nom
La rue doit son nom à Adolphe Thiers (1797-1877), avocat, journaliste, historien, homme d’État français, président de la République française de 1871 à 1873, né au 40 de la rue.

## Historique
Les Augustins réformés s’installèrent d'abord en 1605, au Rouet, puis firent bâtir leur couvent dans un jardin acheté au quartier Saint-Baurile, au bas du chemin neuf de la Madeleine. La première pierre est posée le 20 juin 1611 ; elle est retrouvée, en mars 1869, lors de la construction de la nouvelle église. Ces pères réformés sont appelés « petits Augustins », pour les différencier des grands Augustins, ou petits pères. Vêtus de noir, ils portaient à l'origine, barbe et sandales. Une autre version indique, petits pères Augustins, ainsi nommés parce que les pères Amet et Mathieu, tous deux de petite taille, s’étant présentés à Louis XIII, le prince demanda en les voyant : « qui était ces petits pères-là ? ». En 1775, ils créent la rue des Petits-Pères, pour relier la Plaine et les allées de Meilhan.[à vérifier]
La rue est classée dans la voirie de Marseille le 23 avril 1855.
Elle prend sa dénomination actuelle ar délibération du conseil municipal en date du 26 mars 1877. Elle s’appelait sous la Révolution « rue de Luzerne » puis « rue des Petits-Pères ».

## Bâtiments remarquables et lieux de mémoire
- Au début de la rue se trouve l’église Saint-Vincent-de-Paul de Marseille.
- no 40  : Adolphe Thiers (1797-1877) y est né. Stanislas Gamber, chanoine et aumônier au lycée Thiers, y a vécu[2].